# Vittoria Lepanto
Vittoria Lepanto, née Vittoria Clementina Proietti le 15 février 1885 à Saracinesco dans le Latium et morte le 3 mai 1965 à Rome, est une actrice italienne de cinéma muet.

## Biographie
Son nom d'artiste de Vittoria Lepanto fut suggéré par Gabriele D'Annunzio en référence à la Bataille de Lépante de 1571.

## Filmographie
- 1909 : Carmen
- 1909 : Camille
- 1909 : Otello - Desdémone
- 1910 : Salomé
- 1910 : Rigoletto
- 1910 : Histoire des Borgia (Lucrezia Borgia) d'Ugo Falena
- 1911 : Marozia
- 1912 : I carbonari
- 1912 : Lucrezia Borgia
- 1916 : L'avvenire in agguato - Fiorella
- 1917 : L'ombra- Berta Tregnier
- 1918 : Il piacere d'Amleto Palermi - Elena Muti
- 1919 : La signora delle perle
- 1919 : Per aver visto
- 1919 : Israël - duchesse de Crouchy
- 1920 : Il rosso e il nero
- 1920 : L'amica